# Wilhelm Gründorfer
Wilhelm Gründorfer (im Exil auch William Green; geboren am 17. Feber 1910 in Wien; gestorben am 23. Juni 2000 ebenda) war ein österreichischer Kommunist, Arzt und Journalist.

## Biografie
Gründorfer wurde in einer jüdischen Familie geboren, wuchs als Kriegswaise in Wien auf und wurde in der Mittelschule überzeugter Sozialist. Nach den Ereignissen am 15. Juli 1927 (Wiener Justizpalastbrand bzw. Julirevolte) wurde er Aktivist der Kommunistischen Jugend und später Mitglied der Kommunistischen Partei Deutschösterreichs. Bis 1932 war er Organisationsleiter des Roten Studenten-Bundes.
Im Juli 1935 schloss Gründorfer ein Medizinstudium ab. Da er jüdischer Herkunft und Kommunist war, hatte er keine Chance auf einen Ausbildungsplatz in einem Spital im austrofaschistischen Ständestaat. Er war als Parteifunktionär unbezahlt in der Illegalität tätig. Im April 1937 wurde er verhaftet und in das Anhaltelager Wöllersdorf gebracht, wurde jedoch in der Weihnachtsamnestie wieder freigelassen und unter anderem für die revolutionäre Arbeit unter den Soldaten zuständig; dafür erschien die Untergrundzeitschrift Der Rote Soldat. Am 6. März 1938 heiratete er Cilli Phoryles. Nach dem „Anschluss“  wurde er bereits am 12. März 1938 von den Nationalsozialisten gesucht, hielt sich zunächst im Untergrund in Wien auf und flüchtete nach einigen Tagen zusammen mit seiner Frau auf Skiern über die Silvretta in die Schweiz. Von Basel aus gingen die beiden illegal über die französische Grenze nach Paris. Zu Kriegsbeginn wurden auch Flüchtlinge aus Österreich in Frankreich interniert. Gründorfer und seine Frau erhielten Einreisevisa in die USA, sie wurden unter Militärbewachung nach Le Havre gebracht und gelangten 1940 mit einem Schiff nach New York.
Gründorfer war entschlossen, nach dem Sieg über den Faschismus nach Österreich zurückzukehren, und nahm deshalb nicht die US-amerikanische Staatsbürgerschaft an. Cilli Gründorfer fand einen Job als Hilfsarbeiterin, und Wilhelm Gründorfer arbeitete zunächst als Metallarbeiter und Verpacker, legte eine Reihe von Prüfungen ab und erlangte im November 1941 das Recht, in New York als Arzt zu praktizieren. Seinen Namen änderte er in William Green.
Nach der Weiteremigration des Parteivorstandes Leo Katz nach Mexiko übernahm Gründorfer 1940 die Leitung der Kommunistischen Partei im Exil. Die Zusammenarbeit mit der Kommunistischen Partei der USA unter Earl Browder gestaltete sich schwierig.
Im Sommer 1942 wurde Green in einem Tuberkulosespital auf Staten Island als Lungenfacharzt angestellt, wo er bis zu seiner Rückkehr nach Wien tätig war.
Ab 1942 war Green maßgeblich an der Herausgabe der hektografierten Monatszeitung Freiheit für Österreich beteiligt, die ab Juli 1943 in gedruckt und in höherer Auflage als Austro-American Tribune erschien. Green war ihr Chefredakteur und schrieb die Leitartikel unter dem Pseudonym „Hans Wolfgang“. An seiner Seite stand Ernst Epler. Den politischen Veröffentlichungen gingen stets langwierige Diskussionen in der Redaktion bis zu einem Konsens der Mitarbeiter voraus. Green schrieb zu heiklen politischen Themen, von der Frage der Kriegsschuld über Fragen zu Judentum und Antisemitismus bis zur Nachkriegsentwicklung in Österreich.
Nach der Auflösung der Komintern 1943 wurde in New York die Austrian American Association gegründet; Gründorfer übernahm ihre Leitung. Nach einer detaillierteren Darstellung schlossen sich 1943 die konservativen Gruppierungen „Austrian Action“ (gegründet 1941 von Ferdinand Czernin, der allerdings eine breite Zusammenarbeit auch mit linken Kräften anstrebte) und die „Assembly for a Democratic Austrian Republic“ (unter der Leitung von Alois Engländer) mit den kommunistisch dominierten Organisationen „Free Austrian Youth Committee“ und „Austrian Youth Assembly“ zur „American Association of Austrian Democrats“ zusammen und gaben die genannte Zeitschrift heraus. Ab Herbst 1943 erschien zur Austro-American Tribune noch eine Kulturbeilage unter der Leitung von Elisabeth Freundlich. Die Zeitschrift war fortschrittlich orientiert, setzte sich von den regressiven Absichten österreichischer Monarchisten ab, aber auch von den sektiererischen Bemühungen österreichischer Sozialdemokraten. Unter der Leitung von Gründorfer wurde sie zur repräsentativen Stimme der fortschrittlichen Österreicher in den USA und entwickelte sich zu einer angesehenen Literaturzeitung. Die meisten österreichischen Schriftsteller und Journalisten, die in den USA im Exil waren, arbeiteten mit oder lieferten Beiträge. Zu ihren ständigen Mitarbeitern gehörten unter anderem die Kunsthistoriker Else Hoffmann und Hans Tietze, der Musikkritiker Paul Stefan, der Architekt Josef Frank, der Regisseur und Dramaturg Heinrich Schnitzler sowie die Journalisten Ernst Sommer und Hugo Kauder. Ab dem Frühjahr 1944 wurde die Austro-American Tribune auch in Kriegsgefangenenlagern verteilt, was allerdings nicht einfach war, da die Lagerführung aus Nazis bestand und den Bezug der Zeitschrift zu verhindern suchte. Zu ihren ständigen Mitarbeitern gehörten Ludwig Ullmann, Robert Breuer, Ruth Domino, Ferdinand Bruckner und Berthold Viertel. Sie brachte unter anderem Gedichte von Ernst Waldinger, Theodor Kramer und Mascha Kaléko sowie Prosabeiträge von Carl Zuckmayer, Alfred Polgar, F. C. Weiskopf, Alex Wedding, Günther Anders, Raoul Auernheimer, Ernst Lothar, Franz Theodor Csokor, Stefan Zweig und Heinrich Mann. Im April 1944 konnte die Zeitschrift eine Szene aus der Komödie Jakobowsky und der Oberst von Franz Werfel bringen, die nur zwei Wochen zuvor in Boston mit großem Erfolg auf Englisch uraufgeführt worden war und zu dem Zeitpunkt auf Deutsch noch unveröffentlicht war.
Anfang 1946 plante Green seine Rückkehr nach Österreich und gab seine Stelle bei der Austro-American Tribune auf. Es dauerte jedoch zwei Jahre, bis er vom War Department eine Einreisebewilligung für Österreich und vom State Department eine Ausreisebewilligung aus den USA erhielt. Im Juli 1947 kehrte er als Wilhelm Gründorfer nach Wien zurück und arbeitete dort wieder als Arzt.
Nach manchen Angaben war Gründorfer nach seiner Rückkehr nach Wien nicht mehr publizistisch tätig. Tatsächlich verfasste er fallweise noch Artikel für „Weg und Ziel“, das theoretische Organ der KPÖ, unter anderem über Indochina.